# G14
G14 var navnet på sammenslutningen af de største europæiske fodboldklubber, som bl.a. arbejder for flere penge til klubberne, hvilket bl.a. skal ske via en europæisk turnering. Den blev stiftet i september 2000.
Den 15. januar 2008, blev G14 nedlagt og i stedet vil der oprettes en bredere forening af klubber, der skal samarbejde med UEFA og FIFA.
G14 blev stiftet af 14 klubber, men har nu 18 medlemmer.
De oprindelige 14 klubber:
- AC Milan,Milano,Italien
- Ajax Amsterdam,Amsterdam,Holland
- FC Barcelona,Barcelona,Spanien
- Bayern München,München,Tyskland
- Borussia Dortmund,Dortmund,Tyskland
- Internazionale FC,Milano,Italien
- Juventus FC,Torino,Italien
- Liverpool FC,Liverpool,England
- Manchester United,Manchester,England
- Paris Saint-Germain FC,Paris,Frankrig
- FC Porto,Porto,Portugal
- Olympique Marseille,Marseille,Frankrig
- PSV Eindhoven,Eindhoven,Holland
- Real Madrid,Madrid,Spanien

De 4 nye klubber:
- Arsenal F.C.,London,England
- Bayer 04 Leverkusen,Leverkusen,Tyskland
- Olympique Lyonnais,Lyon,Frankrig
- Valencia CF,Valencia,Spanien